# Emmauskirche (Frankfurt am Main)

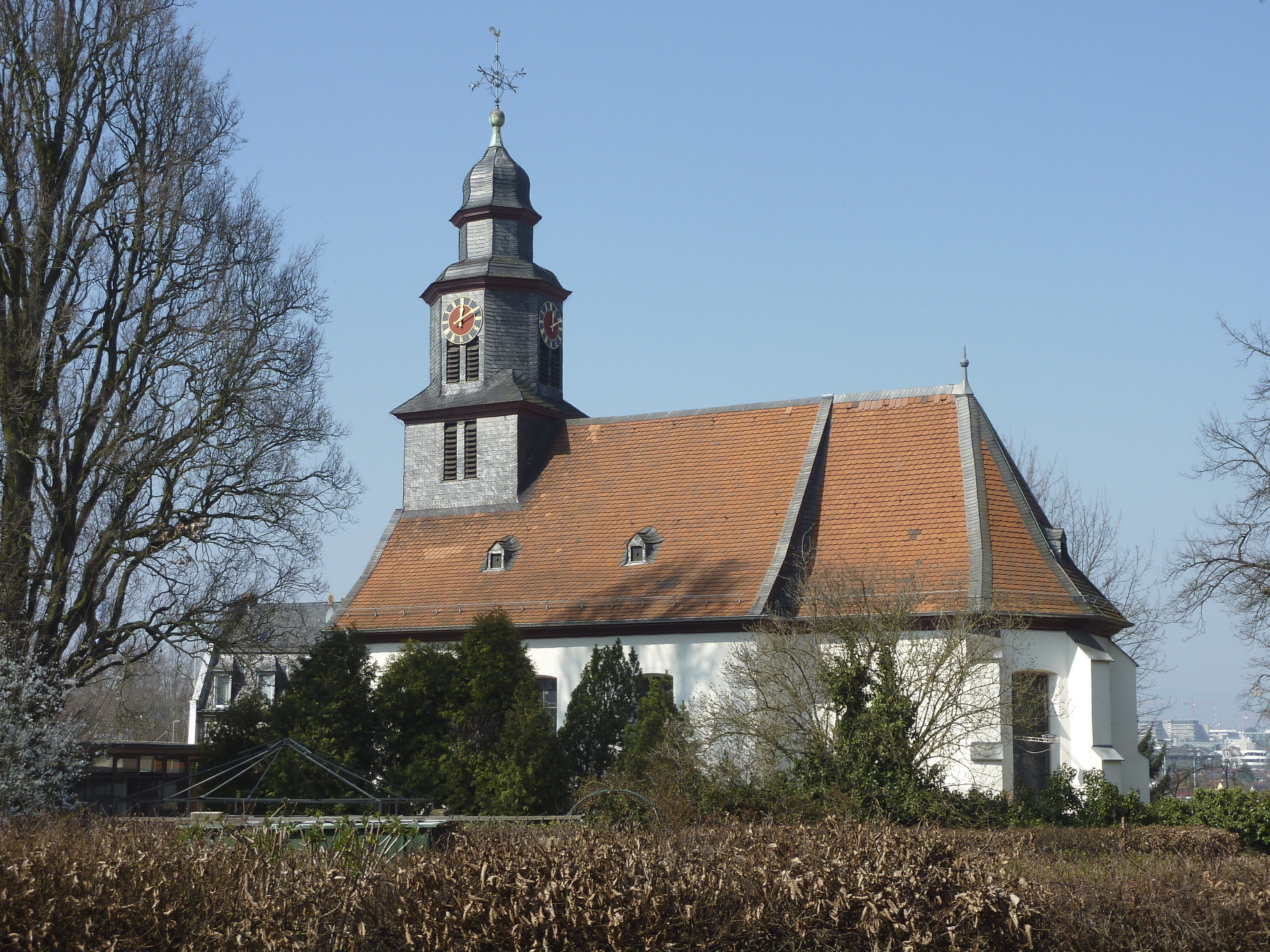
Ansicht der Emmauskirche von Osten

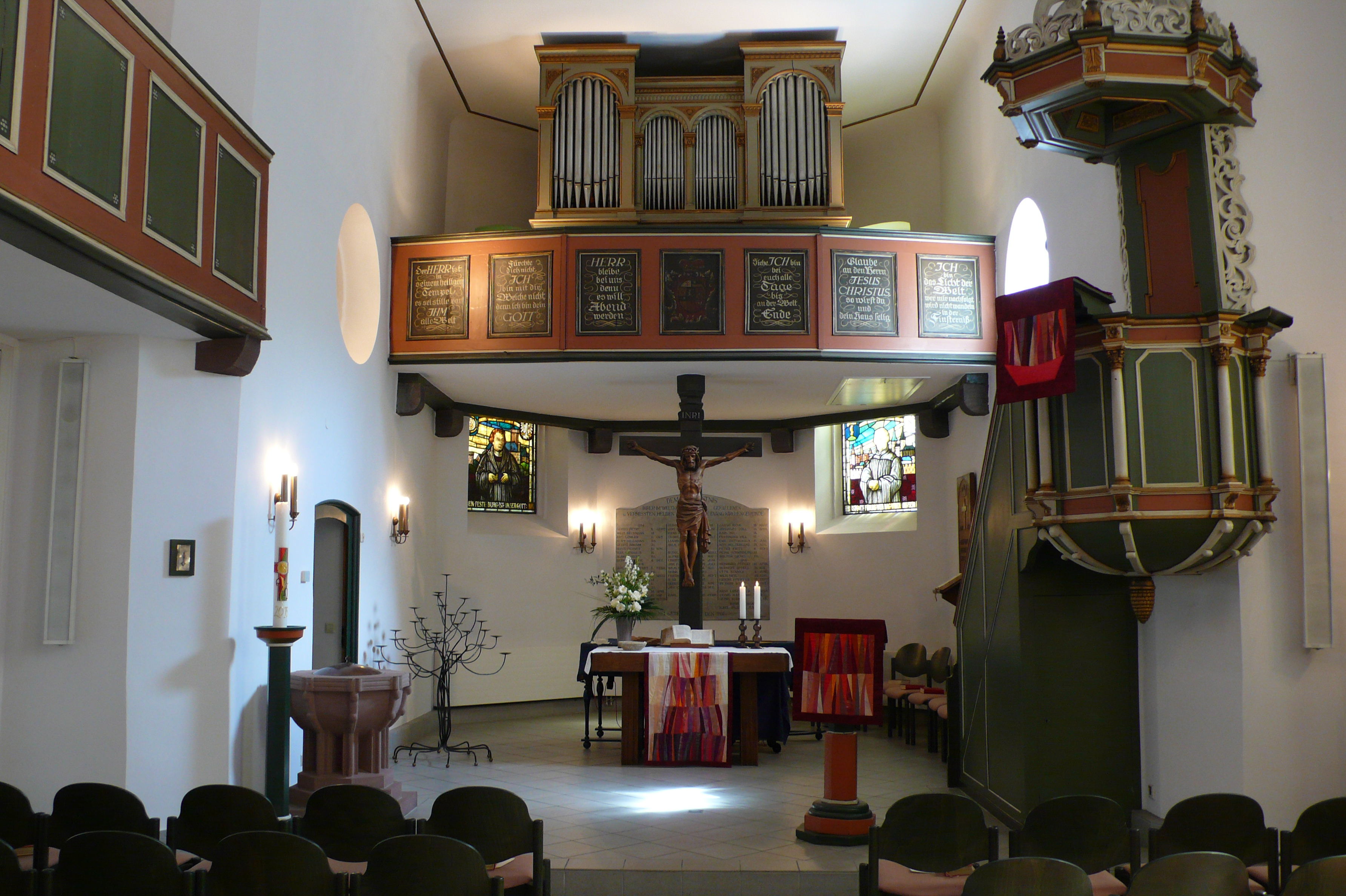
Altarraum mit Ratzmann-Orgel

Die Emmauskirche in Frankfurt-Eschersheim ist die evangelische Ortskirche dieses Frankfurter Stadtteils. Sie steht unter Denkmalschutz.

## Geschichte
Das heutige Kirchengebäude wurde ab 1752 errichtet, am 10. Februar 1754 als reformierte Kirche eingeweiht und ersetzte ein Fachwerkgebäude, das noch aus vorreformatorischer Zeit stammte und ursprünglich Petrus geweiht war. Mit der Hanauer Union 1818 in der ehemaligen Grafschaft Hanau-Münzenberg, zu der Eschersheim damals gehörte, wurde die Kirche uniert. Nach der Eingemeindung Eschersheims nach Frankfurt 1910 blieb die evangelische Kirche in Escherheim beim Konsistorialbezirk Kassel, der eine eigene evangelische Landeskirche aus lutherischen, reformierten und unierten Gemeinden bildete.
Am 14. Dezember 1928 trat die Evangelische Landeskirche in Hessen-Kassel ihr Dekanat Bockenheim und die Kirchengemeinde Fechenheim, deren Pfarrbezirke inzwischen sämtlich in die Stadt Frankfurt eingemeindet worden waren, an die Evangelische Landeskirche Frankfurt am Main ab. Die Kirche erhielt ihren heutigen Namen, als 1929 eine Reihe von Gemeinden des ehemaligen Dekanats Bockenheim, die bis dahin einfach als „Evangelische Kirche“ des jeweiligen Ortes und jetzigen Ortsteils von Frankfurt bezeichnet worden waren, biblische Namen annahmen.

## Bau
Die schlichte Saalkirche liegt im Stil zwischen Barock und Klassizismus ohne typische Merkmale eines von beiden aufzuweisen. Sie hat im Innern eine an zwei Seiten umlaufende Empore. Der Chorraum, vermutlich gotisch und noch vom Vorgängerbau, weist einen Fünfachtelschluss auf. Außen ist er durch Strebepfeiler verstärkt. Die dazwischen angeordneten Buntglasfenster, die Martin Luther und Philipp Melanchthon zeigen, sind für eine (ehemalige) reformierte Kirche ungewöhnlich, stammen aber erst aus der ersten Hälfte des 20. Jahrhunderts.
Die Giebelseite wird mittig von einem dort 1768 nachträglich aufgesetzten kleinen Turm, eher einem Dachreiter, mit verschieferter Haube dominiert, wie sie viele Kirchen in der ehemaligen Grafschaft Hanau-Münzenberg in dieser Zeit erhielten. Von den beiden Glocken stammt eine aus dem Jahr 1661, die andere aus dem Jahr 1950. 1954 wurde die Sakristei angebaut. Die Kirche ist ein Kulturdenkmal aufgrund des Hessischen Denkmalschutzgesetzes.
Auch eine Orgel wurde erst einige Jahre nach der Einweihung eingebaut, nachdem zunächst das Übernahmeangebot der Orgel aus der lutherischen Kirche in Ginnheim abgelehnt worden war: Das Presbyterium wollte keine „lutherische“ Orgel! Die heutige Orgel stammt aus dem Jahr 1909. Sie wurde von Wilhelm Ratzmann aus Gelnhausen geliefert und 1953, 1960 und 1991 umgebaut und erweitert.